# Гертруда Елајон
Гертруда Б. Елајон (енг. Gertrude B. Elion) је била америчка биохемичарка и фармаколошкиња. Она је 1988. године добила Нобелову награду за рационални дизајн лека. Такође је изучавала сиду као и зидовудин. Њени добро познати радови укључују и истраживање развоја првог имуносупресивног лека, азатиоприна, који се користи у борби против одбацивања у трансплантацији органа, и првог успешног антивирусног лека, ацикловира, који се користи у лечењу херпесне инфекције.

## Биографија
Њена мајка је била Пољакиња а отац је био Јевреј из Литваније. У Америци је њихова породица изгубила скоро читаво богатство због краха берзе 1929. године. Дипломирала је на Хантер факултету 1937. године. После дипломирања радила је као наставница у школи јако кратко те је морала да налази други посао у лабораторијама.
Добила је магистратуру са Њујоршког универзитета 1941. године, док је током дана радила као наставник у средњој школи. У интервјуу након што је добила Нобелову награду, изјавила је да верује да је једини разлог што је успела побољшати школовање као млада жена, је то што је бесплатно похађала факултет Хантер. Њених петнаест захтева за новчану помоћ за постдипломске школе одбијено је због родне предрасуде, па се уписала у школу за секретарице, где је ишла само шест недеља пре него што је пронашла посао.
Како није могла стећи дипломски истраживачки положај, радила је као супервизор квалитета хране у супермаркетима и у лабораторији за храну у Њујорку, тестирајући киселост киселих краставаца и боју жуманаца који иде у мајонез. Касније је отишла да ради као асистент Џорџа Хитчингса у фармацеутској компанији. Хитчингс је користио нов начин развијања лекова, намерно имитирајући природна једињења, уместо покушаја и грешке. Веровао је да ако би могао преварити ћелије рака да прихвате вештачка једињења за њихов раст, оне могу бити уништене, а да притом не уништавају и нормалне ћелије.
Дипломирала је у школи на Техничком факултету у Њујоршком универзитету Тандон, али након неколико година рада на дугим релацијама, обавештена је да више неће моћи да настави докторат и морала је да одустане од посла и да иде у школу са пуним радним временом. Она је донела критичну одлуку у свом животу, остала је да ради и одустала од стицања доктората. Никада није добила формални докторат али је касније добила почасни докторат са инжињерске школе Универзитета Њујорк Тандон (тада Политехнички универзитет у Њујорку) 1989. године и почасни докторат Универзитета Харвард 1998. године.

## Истраживања и каријера
Елион и Хитчингс су открили нове лекове користећи рационални дизајн лекова, који су користили разлике у биохемији и метаболизму између нормалних људских ћелија и патогених (узрочници болести попут ћелија рака, бактерија и вируса) да би дизајнирали лекове који би могли убити или инхибирати размножавање одређених патогена без оштећења ћелија људи. Лекови које су развили користе се за лечење различитих болести, као што су леукемија, маларија, лупус, хепатитис, артритис, гихт, одбацивање трансплантације органа (азатиоприн), као и херпес (ацикловир, који је био први селективни и ефикасан лек такве врсте).
Године 1988. Елајон је добила Нобелову награду за физиологију или медицину, заједно са Хитчингсом и Сер Џејмсом Блеком за открића "важних нових принципа лечења лековима". Елајон је била пета женска добитница Нобелове награде за медицину и девета у науци уопште и једна од лауреата без доктората.
Већина раних радова Гертруде Елајон настала је употребом и развојем пуринских деривата. Њени изуми укључују:
- Меркаптопурин, прво лечење леукемије, такође коришћено у трансплантацији органа.[8]
- Азатиоприн, прво имуно-супресивно средство, коришћено за трансплантацију органа.[5]
- Алопуринол, код гихта.
- Пириметамин, против маларије.
- Триметоприм, за менингитис, сепсу и бактеријске инфекције мокраћних и дисајних путева.
- Ацикловир, за вирусни херпес.
- Неларабин, за лечење рака.

Године 1967. заузела је место шефа одељења за експерименталну терапију и званично се повукла 1983. године. Упркос пензионисању, она је наставила да ради готово у пуном радном времену у лабораторији и надгледала је адаптацију зидовудина, који је постао први лек који се користи за лечење АИДС-а.

## Дела
- “Antagonists of Nucleic Acid Derivatives. VI. Purines,” with George H. Hitchings and Henry Vanderwerff. Journal of Biological Chemistry 192 (1951): 505–518.
- “Interaction of Anticancer Drugs with Enzymes.” In Pharmacological Basis of Cancer Chemotherapy (1975).
- “The Purine Path to Chemotherapy.” Science 244 (1989): 41–47.
- “Selectivity of Action of an Antiherpetic Agent, 9-(2-hydroxyethoxymethyl) guanine.” Proceedings of the National Academy of Sciences 74 (1977): 5716–5720.
- “The Synthesis of 6-Thioguanine,” with George H. Hitchings. Journal of the American Chemical Society 77 (1955): 1676.